# Ferdinand von Quast (architecte)
Pour les articles homonymes, voir Quast.
Ferdinand von Quast, nom complet Alexander Ferdinand Wilhelm Robert von Quast, (né le 23 juin 1807 à Radensleben et mort le 11 mars 1877 dans la même ville) est un architecte, historien de l'art et à partir de 1843 le premier conservateur d'État prussien. Il est héritier du domaine de Radensleben près de Neuruppin et chanoine du chapitre de la cathédrale de Brandebourg.

## Biographie
Ferdinand von Quast est le fils du propriétaire terrien Wilhelm von Quast (de) (né en 1776) et sa femme Charlotte Friederike Philippin Louise von Rohr (1786–1879). Il reçoit une formation de tuteurs privés, puis étudie à l'établissement d'éducation Plamann à Berlin et enfin au lycée de Neuruppin. Ce dernier montre que la noblesse ne prive plus sa progéniture de l'idéal humaniste bourgeois d'éducation.
À partir de 1825, il étudie l'architecture et la technique de mesure sur le terrain à l'école générale du bâtiment, où il est également l'élève du maître d'œuvre Karl Friedrich Schinkel, engagé dans la préservation des monuments depuis 1815, c'est-à-dire la fin des guerres napoléoniennes. En 1836, von Quast réussit son examen de maître d'œuvre.

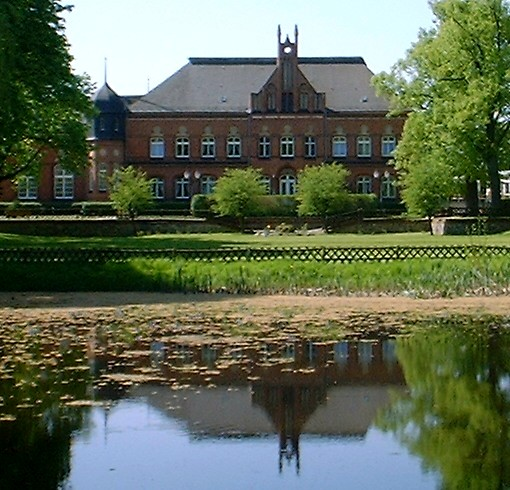
Manoir de Radensleben

Après la mort de son père, il reprend le domaine de Radensleben en 1830 et agrandit le manoir et ses dépendances en 1833. Il est député de la Chambre des représentants de Prusse ; politiquement, il est conservateur et fidèle au roi.
Déjà pendant ses études, il voyage à travers les États allemands et aussi loin que les États italiens, la France et les Pays-Bas. En 1838/1839, il séjourne dans les États italiens presque une année entière et étudie les sites antiques. Il publie ensuite plusieurs livres et donne des conférences sur l'histoire de l'architecture à l'Ancien Musée. Lors de la première réunion des architectes allemands à Leipzig, il appelle à la création d'une association générale pour l'étude des antiquités allemandes.
Le roi Frédéric-Guillaume IV, qui a déjà chargé le ministre de l'instruction publique von Eichhorn en 1840 de faire des propositions pour l'organisation de la conservation des monuments en Prusse, nomme le 22 juillet 1843 Ferdinand von Quast au poste de "conservateur des monuments" en Prusse. Ses fonctions consistent à se rendre aux monuments pour l'évaluation, à préparer des rapports et des dessins des objets, à négocier avec les autorités locales et à servir dans des sociétés historiques. Ne recevant aucune ressource matérielle ni même d'assistants, c'est surtout grâce à son enthousiasme et aux revenus de sa succession qu'il reste fidèle à cette fonction jusqu'à sa mort.
En 1854, le conseiller privé devient chevalier de l'Ordre de Saint-Jean, ce qui est très traditionnel pour la noblesse terrienne protestante. À cette époque, il est l'un des membres les plus anciens de la coopérative provinciale de Brandebourg.
Ferdinand von Quast est mort en 1877. Il est enterré sur le Campo Santo, qu'il a aménagé pour sa famille, derrière le chœur est de l'église de Radensleben. Sa tombe - ainsi que les tombes des membres de sa famille - ont été préservées.

### Importance pour la préservation des monuments
Ferdinand von Quast fait campagne pour la préservation de la structure du bâtiment d'origine, la retenue dans la reconstruction et une distinction visible entre l'ancien et le nouveau. Le roi l'envoie donc à Lübeck lorsqu'il apprend que les habitants de Lübeck envisageaient de démolir la porte Holsten pour contrer cela. Cependant, comme son domaine de responsabilité s'étend de la Rhénanie à la Prusse-Orientale, il ne peut visiter et inspecter les objets individuels que rarement et à de longs intervalles. Entre autres choses, il développe un questionnaire pour enregistrer les monuments de Prusse, dont les principales caractéristiques sont encore utilisées aujourd'hui.

### Domaine
Le vaste domaine de Ferdinand von Quast, qui se trouve dans les archives de l'Université technique de Berlin (plus de 7000 dessins) et dans le manoir de Radensleben, est en grande partie détruit en 1945. Après tout, de nombreux documents sont conservés dans les archives des anciennes provinces prussiennes.

### Famille
À l'automne 1839, il se marie avec Marie Karoline Luise von Diest (1818–1885), la fille aînée du général Heinrich von Diest et de son épouse Adolfine Johanna Adelheid Henriette, née von Gerhardt. Le couple a sept enfants :
- Siegfried von Quast (de) (né le 18 septembre 1842 et mort le 31 octobre 1887), seigneur de Radensleben, Rädelsdorf et Zechow, administrateur de l'arrondissement de Ruppin (de), Rittmeister marié avec Elisabeth (Else) von Diest (née le 6 novembre 1862 et morte le 21 décembre 1946)
- Marie Adelheid Charlotte von Quast (née le 10. juillet 1845 et morte le 30 mai 1854)
- Anna Meta Friederike Marie Henriette von Quast (née le 25 juin 1847) mariée le 12 mai 1875 avec Hans Otto von Zieten, propriétaire foncier
- Wilhelm Alexander von Quast (né le 25 juillet 1849 et mort le 27 mai 1919), seigneur de Radensleben, Rädelsdorf et Zechow, député de la Chambre des représentants de Prusse, major, chevalier de l'Ordre de Saint-Jean marié le 16 août 1890 avec Elisabeth (Else) von Quast, née von Diest (née le 6 novembre 1862 et morte le 21 décembre 1946)
- Ferdinand von Quast (né le 18 octobre 1850 et mort le 27 mars 1939), général d'infanterie, chevalier de l'Ordre de Saint-Jean marié le 21 juin 1877 avec Alexandrine von Paykull (de) (née le 25 mai 1857 et morte le 16 juillet 1930)
- Adelheid Charlotte Hedwig von Quast (née le 24 mars 1854) mariée le 2 octobre 1875 avec August Carl Heinrich Louis von Negelein, lieutenant-colonel
- Alexander Henning Konstantin Heinrich Ferdinand von Quast (né le 16 février 1856 et mort le 3 décembre 1928), colonel, chevalier d'Honneur de l'Ordre de Saint-Jean marié le 22 février 1883 avec Bertha Wann (née le 7. octobre 1860 et morte le 14 décembre 1933)

## Publications
- En 1836, il rédige un mémorandum Bezug auf die Erhaltung der Altertümer in den Königlichen Landen avec des propositions concrètes pour l'organisation d'État de la protection des monuments.
- Das Erechtheion zu Athen nebst mehreren noch nicht bekannt gemachten Bruchstücken der Baukunst dieser Stadt und des übrigen Griechenlands. Berlin 1840 (Übersetzung und umfassende Erweiterung der Publikation von Inwood), Digitalisat MDZ: Textband
- Die alt-christlichen Bauwerke von Ravenna vom fünften  bis zum neunten Jahrhundert. Historisch geordnet und durch Abbildungen erläutert. Mit zehn Tabellen. Reimer, Berlin 1842 (Digitalisat).
- Schloss Marienburg, in: Neue Preußische Provinzial-Blätter, Band 11, Königsberg 1851, S. 3–145 (Online).
- Denkmale der Baukunst in Preussen. Hefte 1–3. Berlin 1852, DNB 830367500
- Die romanischen Dome des Mittelrheins zu Mainz, Speier, Worms. Berlin 1853, Digitalisat MDZ

## Travaux (sélection)

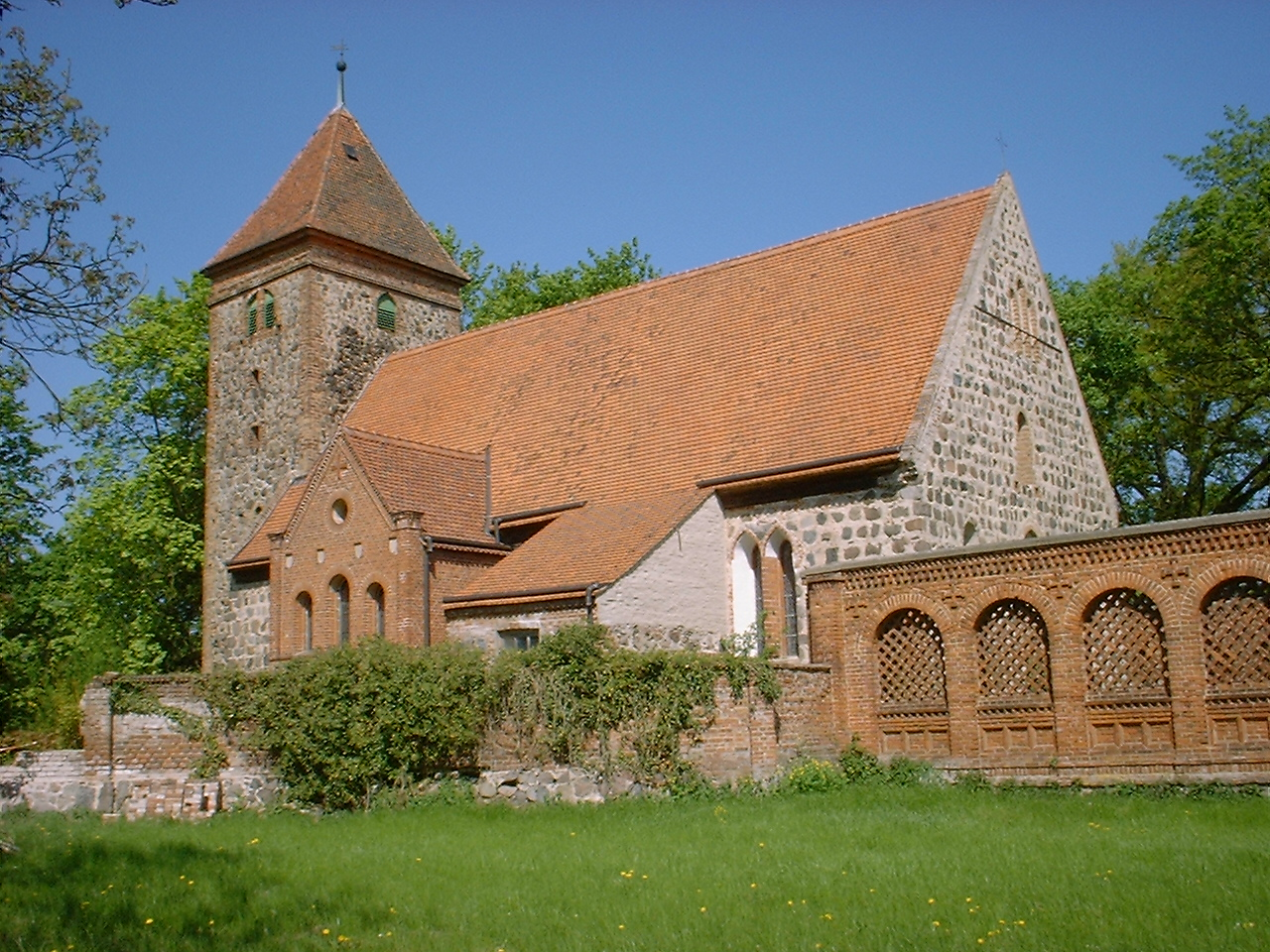
; à l'est puis le mur sud du Campo Santo

- Dans les années 1840 et 1850, il supervise la restauration de la double chapelle de Neuenburg près de Freyburg.
- De 1842 à 1845, il dirige la restauration de l'église du monastère franciscain de Berlin (de).
- En 1845, après un voyage en Thuringe, il propose la reconstruction de la basilique Saint-Gangolf de Münchenlohra (de).
- 1845 : Propositions de restauration de la chapelle du Corpus Christi de Wittemberg (de).
- 1846/1848 : Projets pour la restauration du château de la Wartbourg (rejetés).
- 1853-1856 il restaure à la demande du roi Frédéric-Guillaume IV l'église de l'abbaye de Jerichow (de).
- En 1854, il aménage le cimetière Campo Santo à Radensleben.
- En 1857, il dresse des plans pour la reconstruction de l'église de l'abbaye de Lausnitz (de) en Thuringe
- à partir de 1857 : Restauration de l'ensemble du château de Heilsberg en Prusse-Orientale (aujourd'hui Lidzbark Warmiński en Pologne ), poursuivie en 1926 par Karl Hauke.
- En 1859, son projet de restauration de l'église collégiale Saint-Cyriaque à Gernrode est créé.
- En 1868, il empêche la démolition de la tour Fangen (de) de Greifswald.
- En 1870, son projet de restauration de la cathédrale Sainte-Marie d'Havelberg (de) est réalisé.
- Préservation et remaniement de l'église du manoir et de patronage de Radensleben (y compris la commande réalisée pour l'autel, la chaire et l'ambon en tant qu'œuvres en terre cuite dans les formes de la Renaissance à l'italienne par Otto March (de), pour une galerie à gradins, pour une peinture de rideau environnante et la peinture de la fenêtre révèle selon des motifs orientaux, pour la conception et la peinture des vitraux de l'église et pour un lustre à roue d'après le modèle du chandelier de Hezilo de la cathédrale de Hildesheim).
- Préservation des monuments de la tour résidentielle médiévale du siège de la famille von Quast à Garz.
- Participation à la restauration de la basilique et de l'église Notre-Dame de Trèves.
- Participation à la restauration de la chapelle palatine d'Aix-la-Chapelle.
- Participation à la restauration de la cathédrale de Francfort-sur-le-Main.

### Campo Santo à Radensleben

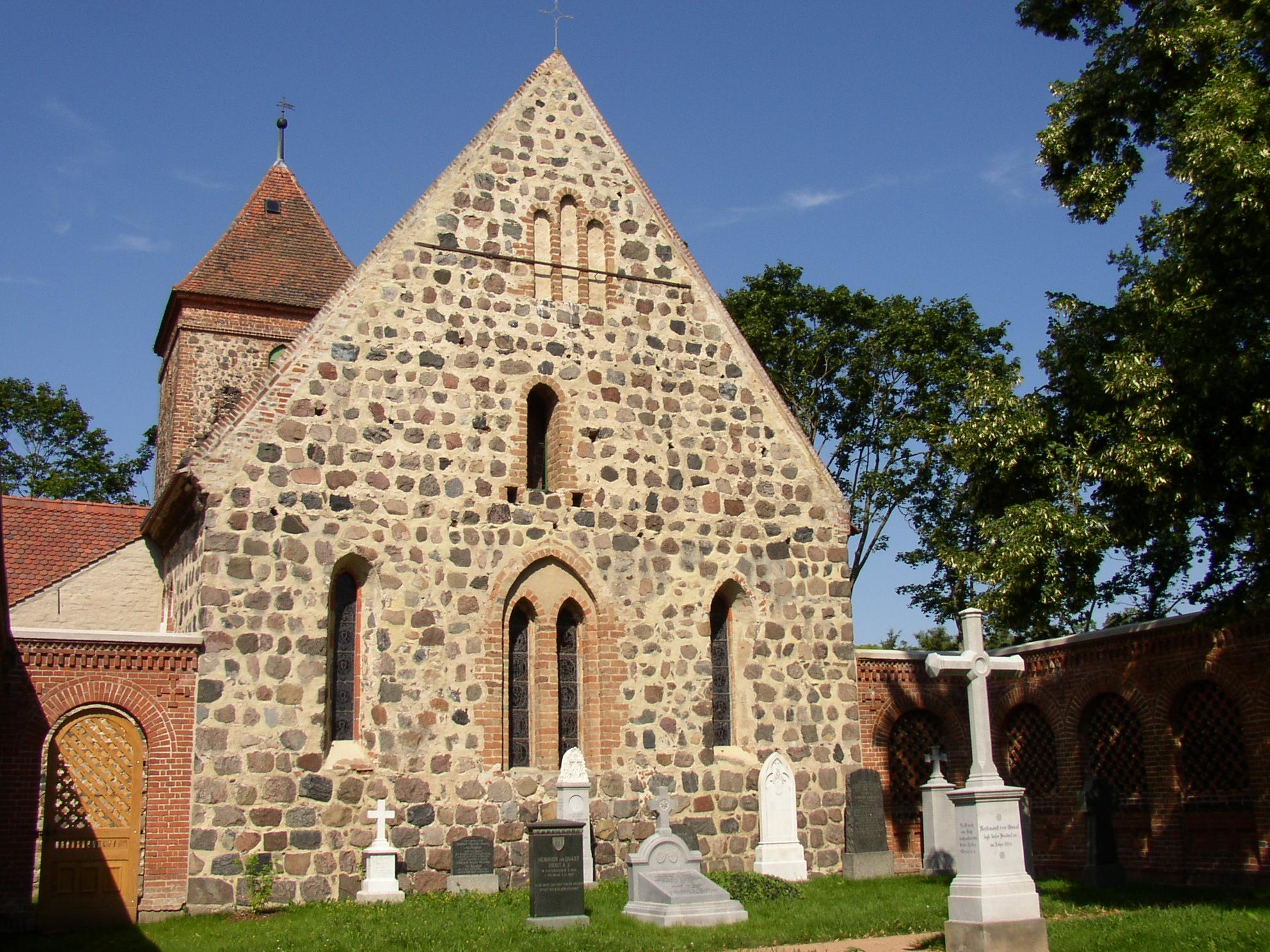
Campo Santo derrière l'église du village de Radensleben (restauré, 2007)

L'inscription sur la croix de pierre au milieu de Campo Santo indique que Ferdinand von Quast créé ce cimetière en 1854.
Les pierres tombales isolées (de gauche à droite) :
- Heinrich von Quast, colonel (né le 16 février 1856 à Radensleben et mort le 3 décembre 1928 à Potsdam);
- Ferdinand von Quast (né le 23 juin 1807 et mort le 11 mars 1877), héritier de Radensleben, conservateur des monuments d'art, chanoine de Brandebourg, et de Marie von Quast, née von Diest (née le 10 juin 1818 à Berlin et morte le 17 août 1885 à Wiesbaden);
- Pierre tombale aux lettres tombées, sur laquelle une plaque mentionne Kurt Wilhelm von Quast (né le 19 octobre 1900 et mort le 14 avril 1932) ; Ehrengard von Quast (née le 6 mai 1887 à Radensleben et morte le 7 décembre 1926 à Davos).

Sur le mur Est de l'église :
- Florenz von Quast (née le 29 avril 1884 à Goslar et morte le 25 mars 1886 à Montreux);
- Adelheid Charlotte Hedwig von Negelein, née von Quast (née le 24. mars 1854 à Radensleben et morte le 28 avril 1938 à Potsdam), et l'urne de sa fille Elisabeth Amalie Karoline von Negelein (née le 7 juillet 1876 à Neuruppin et morte le 18 mai 1943 à Potsdam);
- Marie Adelheid Charlotte von Quast (née le 10 août 1845 à Berlin et morte le 30 mai 1854 à Radensleben);
- Marie von Quast, née Hengstenberg (née le 11 juin 1848 à Berlin et morte le 3 janvier 1875 à Wiesbaden);
- Siegfried von Quast (né le 18 septembre 1842 à Berlin et mort le 31 octobre 1887 à Eskişehir), héritier de Radensleben, administrateur de l'arrondissement de Ruppin, Rittmeister;
- Wilhelm von Quast (né le 25 juillet 1849 à Radensleben et mort le 28 mai 1919 à Radensleben), héritier de Radensleben, major, 1889–1918 député pour l'arrondissement de Ruppin-Templin ;
- Wilhelm von Diest (né le 17 avril 1828 et mort le 25/26 août 1870 avant Strasbourg) et Marie von Diest, née Schenckendorff (née le 24 septembre 1832 et morte le 11 avril 1885).

Sur le mur Est :
- Anna von Diest, née von Thile (née le 20 août 1830 à Berlin et morte le 5 octobre 1908 à Mersebourg), épouse de Gustav von Diest
- Gustav von Diest (né le 16 août 1826 à Posen et mort le 27 février 1911 à Mersebourg), véritable conseiller privé, doyen du chapitre cathédral de Mersebourg, président de district

Une pierre tombale indique également
- Ernst Wilhelm Hengstenberg (né le 20 octobre 1802 et mort le 28 mai 1869), professeur ordinaire d'Ancien Testament à l'Université Frédéric-Guillaume de Berlin, fondateur de l'Evangelische Kirchenzeitung
- Theresa Hengstenberg, née von Quast (née le 28. décembre 1812 et morte le 14 septembre 1861)
- Wilhelm Hengstenberg (né le 31 mars 1834 et mort le 25 août 1835), Hans Hengstenberg (né le 20 février 1837 et mort le 20 février 1869),
- Elisabeth Hengstenberg (née le 15 septembre 1842 et morte le 24 mai 1854) et
- Hans Hengstenberg (né le 7 juin 1868 et mort le 11 mai 1869).

Au passage du mausolée de Hengstenberg, il y a une pierre tombale pour
- Elisabeth von Quast, née von Diest (née le 6 novembre 1862 à Wetzlar et morte le 21 décembre 1946 à Radensleben).

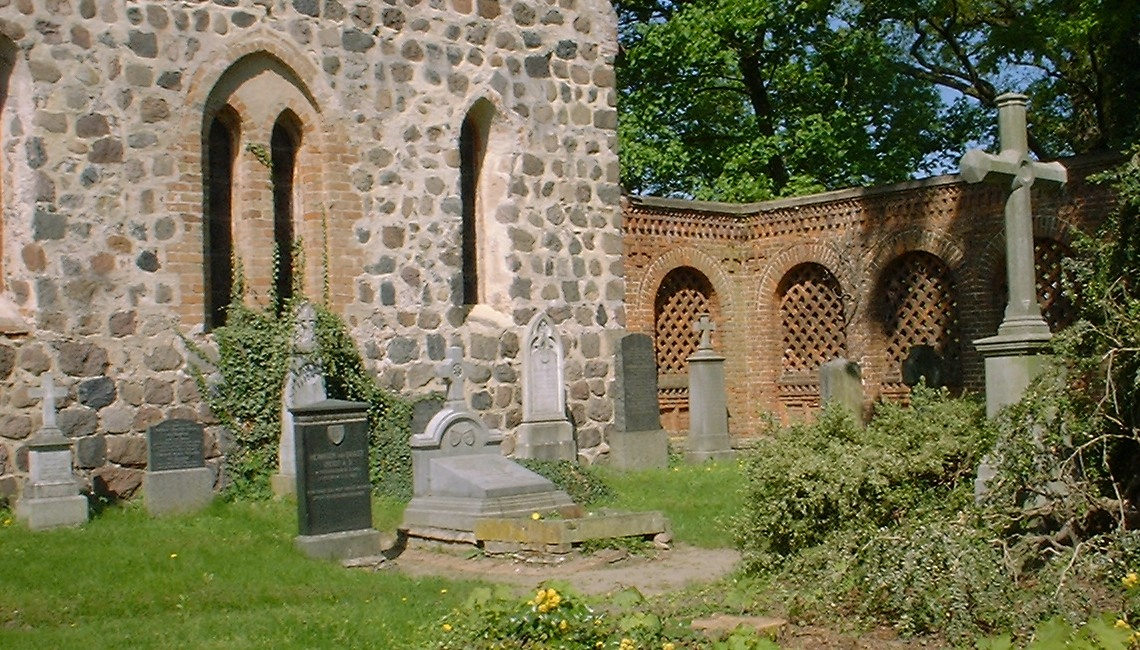
(2006)
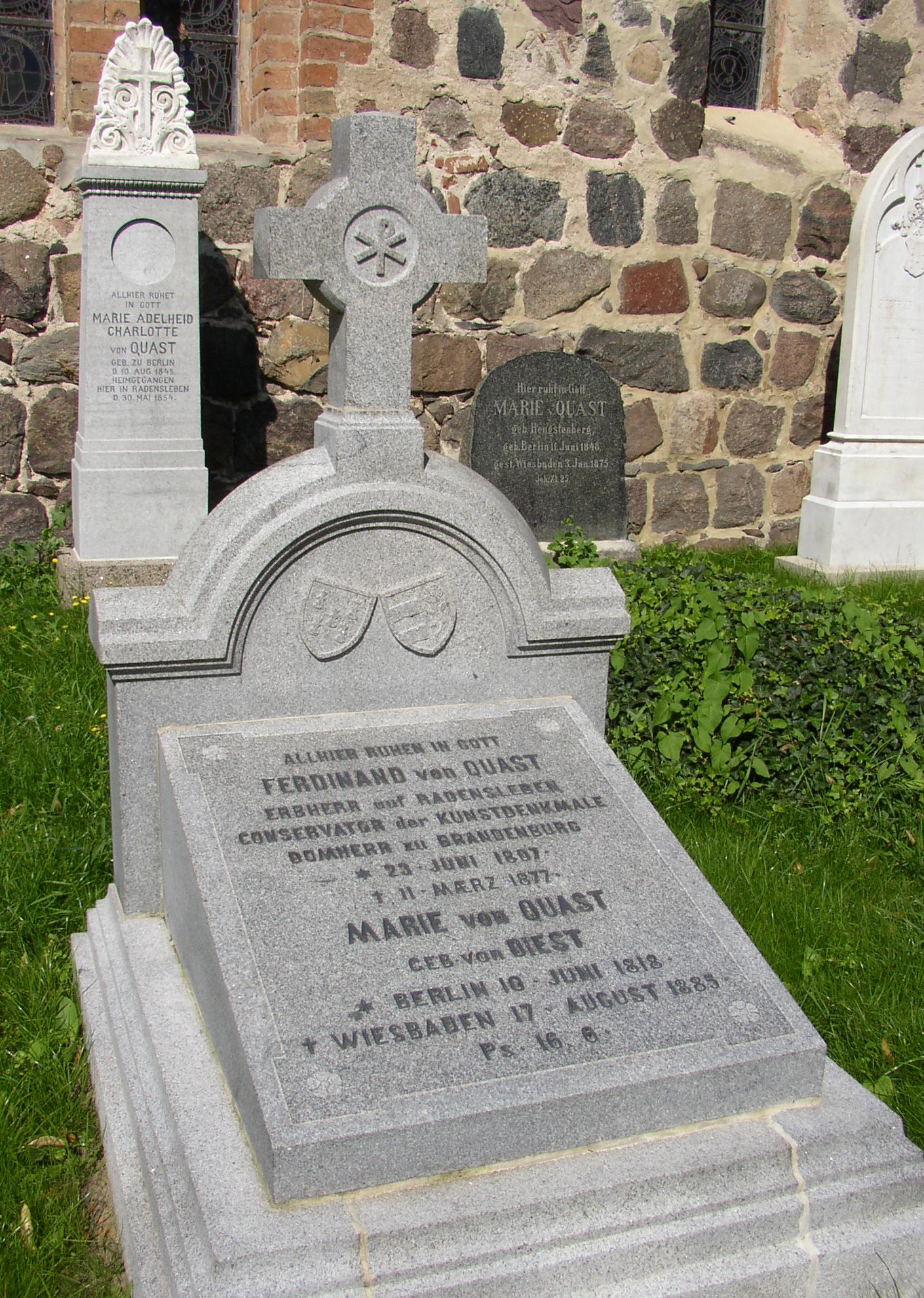
Tombe de Ferdinand et Marie von Quast
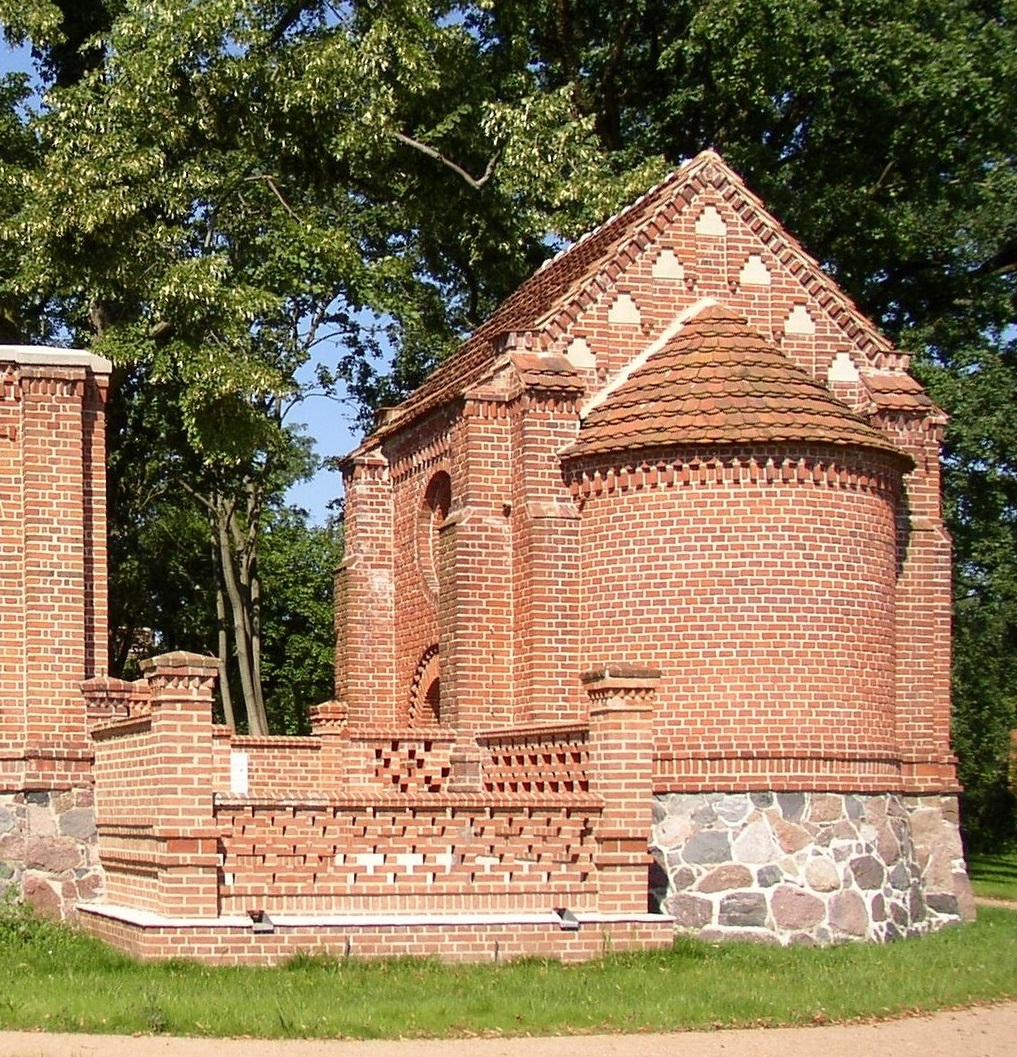
avec Hengstenberg - mausolée
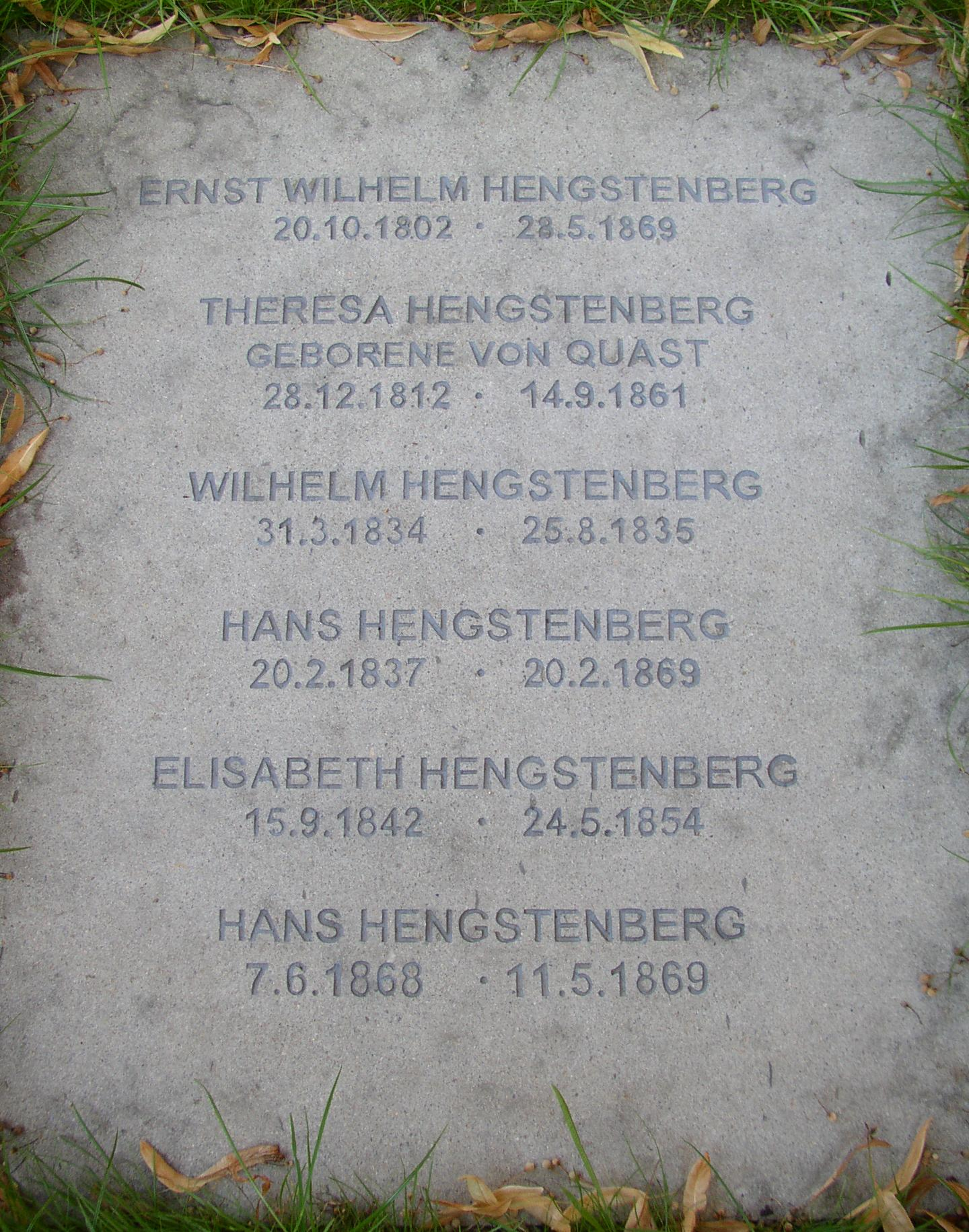
Tablette en pierre de Hengstenberg

## Employé notable
- Karl Hammer (de) (1845–1897)

## Médaille d'honneur
Depuis 1987, le Land de Berlin décerne la Médaille Ferdinand-von-Quast à des personnes et institutions particulièrement engagées dans la protection des monuments.

## Divers
En mai 1990, la Société Ferdinand-von-Quast est fondée.